# 최병우
최병우(崔秉宇, 1924년 6월 20일 ~ 1958년 9월 26일 조난)는 전라남도 목포에서 태어난 대한민국의 전 언론인이다. 1958년 코리아타임스 소속으로 대만 금문도 취재 중 조난으로 실종됐다. 그는 대한민국 역사상 종군 취재중 목숨을 잃은 유일한 기자다.
조선일보 외신차장 및 부장, 한국일보 외신부장을 거쳐, 한국일보 논설위원 및 코리아타임스 편집국장을 지냈으며, 관훈클럽의 창립회원 18명 중 한 명이다.
2008년 8월 24일 진먼 포격전 50주년을 맞아 최병우를 비롯한 6명의 위패가 진먼의 충렬사에 봉안되었다.

## 생애
- 1937년 3월 서울 교동보통학교 졸업
- 1942년 3월 제일고등보통학교 졸업
- 1944년 가을 일본 시코쿠(西國) 고치 고등학교(高知 高等學校)졸업
- 1952년 3월 조선일보 외신부장
- 1954년 6월 한국일보 외신부장
- 1956년 6월 30일 코리아타임스 편집국장
- 1957년 1월 11일 관훈클럽 창립
- 1957년 4월 7일 신문의 날 제정
- 1958년 9월 26일 금문도 취재 도중 조난

## 최병우 국제보도상
최병우 국제보도상이 1989년 만들어졌으며, 1990년 1월 11일 제1회 최병우 기념 국제보도상이 시상되었다. 이후 2014년 관훈언론상에 통합되어 '국제보도' 부문이 최병우 국제보도상을 겸하게 되었다.